# Riserva naturale Lamarossa
La riserva naturale Lamarossa è un'area naturale protetta della regione Toscana istituita nel 1977.
Occupa una superficie di 167,00 ha nella provincia di Lucca.